# Cyrtolabulus bimaculatus
Cyrtolabulus bimaculatus är en stekelart som beskrevs av Gusenleitner 2000. Cyrtolabulus bimaculatus ingår i släktet Cyrtolabulus och familjen Eumenidae. Inga underarter finns listade i Catalogue of Life.